# Flash of Genius
Flash of Genius è un film del 2008 diretto da Marc Abraham.
La storia, basata su un articolo pubblicato nel 1993 su New Yorker da John Seabrook, è incentrata su Robert Kearns e la sua battaglia legale contro la Ford quando quest'ultima realizzò e poi commercializzò sulle sue vetture un tergicristalli regolabile, idea rubata dal brevetto di Kearns.

## Trama
Durante la sua luna di miele nel 1953, un incidente mentre apriva una bottiglia di champagne rende il professore universitario Robert Kearns quasi cieco all'occhio sinistro. Circa dieci anni dopo, felicemente sposato con Phillis e padre di sei bambini, guida la sua auto in una giornata di pioggia e il movimento veloce e continuo del tergicristallo lo infastidisce. L'incidente precedente lo ispira a creare un tergicristallo che come le palpebre dell'occhio umano si muove in base alla necessità. Con il supporto finanziario di Gil Privick, Robert trasforma la sua cantina in un laboratorio per realizzare un prototipo. Brevetta la sua invenzione e riesce a ottenere un colloquio con la Ford, la quale già lavorava a un progetto simile ma senza risultati, per dimostrare la sua invenzione senza rivelarne il sistema prima di un accordo. Ma Robert non vuole vendere il brevetto, bensì realizzare materialmente in una fabbrica futura il tergicristallo da poter mettere poi in commercio. I dirigenti accettano e chiedono un prototipo da testare, mentre Robert prova a mettere su la sua fabbrica, intanto non si fa sentire più nessuno e a ogni sua telefonata viene data una risposta vaga.
Un frustrato Robert partecipa ad un evento della Ford in cui viene esposto il nuovo modello Mustang dotato di tergicristallo regolabile come optional; viene quindi bloccato dagli agenti della sicurezza e non riesce a parlare con Macklin Tyler (allora a capo della Ford). Capendo che la sua miglior invenzione gli è stata portata via senza dirgli niente Robert perde la ragione e sale su un autobus in direzione Washington per parlare con il vicepresidente degli Stati Uniti. La polizia, avvertita dalla sua famiglia, riesce a fermarlo e riportarlo a casa. Una visita medica rivela in Robert un disturbo da stress che lo ha portato momentaneamente alla pazzia. Da qui in poi inizia una lunga battaglia legale. Numerose sono le proposte della Ford per "comprare il suo silenzio" ogni volta sempre maggiori, ma ciò che Robert vuole ottenere non sono affatto i soldi ma il riconoscimento per il suo lavoro. L'avvocato a cui si rivolge lo abbandona dopo poco non comprendendo i suoi ideali. La situazione non si evolve e causa una frattura in famiglia che comporterà il divorzio dalla moglie e l'allontanamento dai 6 figli. Una nuova legge che impone a tutti i tribunali di accelerare le cause riguardo ai brevetti permette a Robert di affrontare nuovamente e terminare la causa in pochi mesi. Solo, ma convinto a ottenere giustizia affronta la dura battaglia in tribunale, dove gli avversari provano a screditarlo a causa del suo episodio di apparente follia. Coadiuvato dai figli che sono solidali con lui prosegue sino a quando il verdetto finale della corte accorda a Robert Kearns la proprietà del brevetto e un risarcimento di 10100000 $.
Finalmente ottenuto ciò che aveva tanto desiderato Robert ritrova l'affetto dei suoi figli, nonostante la moglie decida di non tornare con lui.

## Riconoscimenti
- 2008 – Boston Film Festival
  - Miglior attore a Greg Kinnear